# Fehérfejű álszajkó
A fehérfejű álszajkó (Garrulax leucolophus) a madarak osztályának verébalakúak (Passeriformes) rendjébe és a Leiothrichidae családjába tartozó faj.

## Rendszerezése
A fajt Thomas Hardwicke angol természettudós írta le 1815-ben, a varjúfélék (Corvidae) családjába tartozó Corvus nembe Corvus leucolophus néven.

## Alfajai
- Garrulax leucolophus leucolophus – (Hardwicke, 1815) - Észak-India, Nepál, Bhután és Tibet
- Garrulax leucolophus patkaicus – (Reichenow, 1913) - Északkelet-India, Banglades, Mianmar és a kínai Jünnan tartomány
- Garrulax leucolophus belangeri – (Lesson, 1831) - Mianmar és Thaiföld
- Garrulax leucolophusdiardi – (Lesson, 1831)[2] - Mianmar, Thaiföld, Laosz és Vietnam

## Előfordulása
Dél- és Délkelt-Ázsiában, Banglades, Bhután, Kambodzsa, Kína, India, Indonézia, Laosz, Mianmar, Nepál, Thaiföld és Vietnám területén honos. A természetes élőhelye a szubtrópusi vagy trópusi síkvidéki és hegyi esőerdők és cserjések, valamint ültetvények. Állandó, nem vonuló faj.

## Megjelenése
Testhossza 31  centiméter, testtömege 108-131 gramm. Arca, feje teteje és mellkasa fehér. Szeménél található egy fekete csík. Tarkója szürke. Szárnya, háta, hasa és farka barna.

## Életmódja
Rovarokkal és pókokkal táplálkozik.

## Szaporodása
Szaporodási ideje márciustól augusztusig tart. Fészekalja 3–5 tojásból áll. Egy évben általában 2 fészekalja van.